# Pantera (sastav)
Pantera je američki heavy metal sastav, zaslužan je za stvaranje groove metala, kao logičnog nastavka thrash metala. Prvi zapažen uspjeh Pantera je ostvarila albumom Cowboys from Hell. Nakon izdavanja ovog albuma, postali su jedan od najpopularnijih metal sastava devedesetih.  
Sastav se raspao 2003. zbog nesuglasica između pjevača Phila Anselma i ostalih članova. Phil je surađivao s ostalim
sastavima, što ostali članovi nisu znali. Također ih je javno ogovarao, nakon čega se sastav više nije mogao održati.
Pantera je bila beskompromisna skupina, tvrdokorna u svojoj odanosti pravovjernom heavy metalu.

## Životopis
Početkom osamdesetih braća  Darrell i Vinnie Paul Abbott, utemeljila su jedan od najutjecajnijih heavy metal sastava. Ubrzo su im se pridružili basist Rex Brown i pjevač Terrence Lee.  Snimili su nekoliko albuma, uglavnom prihvaćajući zasade tada popularnog glam metala. Raniji dio njihove karijere, ostao je uglavnom nepoznat. Pantera je jedan od rijetkih sastava koja je osnažila svoj glazbeni izričaj. 1987. dolaskom novog pjevača, dolazi do stilskog zaokreta, prema sirovijem i težem zvuku.
Ova postava djelovala je 16 godina. Phil je činio stalnu i udarnu postavu, koja se nije mijenjala sve do razilaženja početkom ovog tisućljeća. Prvi album s novim pjevačem Power Metal iz 1988. poslužio je samo kao nadimak njihovom glazbenom izričaju i kao odskočna daska za potpisivanje ugovora i objavljivanje njihovog službenog prvijenca Cowboys from Hell iz 1990. Novi zvuk, eksplozivni koncerti, te dvije udarne himne "Cemetery Gates" i naslovna "Cowboys From Hell"  te i poznata balada "Hollow" pomogli su im da dobiju status velike nadolazeće atrakcije. Odmah nakon obilaženja svijeta i snimanja kućnog videa na kojem pokazuju svoju ljubav prema seksu, drogi, alkoholu i metalu ulaze u studio i snimaju sirovi i brutalni Vulgar Display of Power. Nakon ovog albuma porasla im je popularnost. Nastupili su na jednom u nizu najposjećenijih koncerata Monsters of Rock, održanog 1991. u Moskvi. Svirali su zajedno s Metallicom i skupinom AC/DC i još nekim manje poznatim sastavima. Koncert je posjetilo između 700 tisuća i 1. 600 tisuća ljudi.
1994., za samo 6 tjedana provedenih u studiju snimaju Far Beyond Driven, s hitovima kao što su "5 Minutes Alone", "I'm Broken", "Becoming", te prva obrada u njihovoj karijeri  "Planet Caravan" od Black Sabbatha. Popeli su se na prvo mjesto Billboardove ljestvice. Bili su prvi sastav kojem je to uspjelo s ekstremnom glazbom. Uslijedile je velika turneja i rasprodane dvorane diljem Amerike i Europe. 1996. ponovo ulaze u studio.  Ovoga puta su eksperimentirali sa zvukom, usporili tempo i pomaknuli se od beskompromisne žestine prethodnog albuma, na uratku nazvanim The Great Southern Trendkill.  Stvorili su jedan od najžešćih i najboljih albuma godine koji je svojom mračnim stilom, guturalnim vokalima i ogorčenom tematikom podijelio kritičare, te smanjio prodaju. Pokraj hitova "Drag The Waters" i "War Nerve" pjesme kao što su "Suicide Note" i "Living Through Me" pokazale su da droga uzima veliki zamah u životu Pantere te je došlo i do prvih problema.  Napetost među članovima i međusobna neslaganja stanku su razvukla na četiri godine, što je samo na kratko prekinuto izdavanjem ostvarenja Reinventing the Steel. Posljednji studijski album, djelomično zbog pojave novog metala, a djelomično i zbog visoko postavljenih kriterija s albumom Far Beyond Driven, nije postigao očekivani uspjeh. Phil Anselmo se u međuvremenu posvetio brojnim projektima među kojima su medijsku pozornost ostvarili samo Down (kasnije mu se pridružio i Rex Brown) i sastav Superjoint Ritual, dok su se braća Abbott klela na vjernost svojoj Panteri, te su novim sastavom Damageplan, nastavili gdje su stali. 
Svaka nada u ponovno okupljanje "četvero braće"  nestala je 8. prosinca 2004. Točno 24 godine nakon ubojstva Johna Lennona, zaluđeni "obožavatelj" Pantere popeo se na pozornicu za vrijeme izvođenja prve pjesme na jednom od koncerata Damageplana, i brojnim hicima usmrtio Dimebag Darrell Abbotta i nekoliko prisutnih.

## Članovi
- Phil Anselmo – vokali
- Dimebag Darrell – gitara i prateći vokal
- Vinnie Paul – bubnjevi
- Rex Brown – bas-gitara

### Bivši članovi
- Terry Glaze – vokali i gitara
- David Peacock – vokali
- Donnie Hart – vokali
- Matt L'Amour – vokali
- Tommy Bradford – bas-gitara

## Diskografija

### Albumi
| Godina izlaska | Naziv                        | Izdavač             |
| 1983.          | Metal Magic                  | Metal Magic Records |
| 1984.          | Projects in the Jungle       | Metal Magic Records |
| 1985.          | I Am the Night               | Metal Magic Records |
| 1988.          | Power Metal                  | Metal Magic Records |
| 1990.          | Cowboys from Hell            | Atlantic Records    |
| 1992.          | Vulgar Display of Power      | Eastwest Records    |
| 1994.          | Far Beyond Driven            | Eastwest Records    |
| 1996.          | The Great Southern Trendkill | Eastwest Records    |
| 1997.          | Official Live: 101 Proof     | Eastwest Records    |
| 2000.          | Reinventing the Steel        | Eastwest Records    |

### Singlovi
| Godina | Naziv                             |
| 1990.  | "Cemetery Gates"                  |
| 1990.  | "Cowboys From Hell"               |
| 1992.  | "Hollow"                          |
| 1992.  | "Hostile Mixes"                   |
| 1992.  | "Mouth For War"                   |
| 1993.  | "Walk"                            |
| 1994.  | "5 Minutes Alone"                 |
| 1994.  | "Planet Caravan"                  |
| 1994.  | "Planet Caravan : Part 2"         |
| 1994.  | "Shedding Skin"                   |
| 1994.  | "I'm Broken/Slaughtered"          |
| 1994.  | "I'm Broken/Slaughtered : Part 2" |
| 2001.  | "Revolution is My Name"           |
| 2012.  | "Piss"                            |

### Kompilacije
| Godina izlaska | Naziv                                                                    | Izdavač             |
| 1985.          | The Hot 'n Heavy Home Video                                              | Metal Magic Records |
| 1991.          | Cowboys from Hell: The Videos                                            | ATCO                |
| 1993.          | Vulgar Video                                                             | Elektra             |
| 1997.          | 3: Watch it Go                                                           | Elektra             |
| 1999., 2006.   | 3 Vulgar Videos from Hell (DVD re-izdanje)                               | Elektra/Rhino       |
| 2003.          | The Best of Pantera: Far Beyond the Great Southern Cowboys' Vulgar Hits! | Eastwest Records    |
| 2010.          | 1990–2000: A Decade of Domination                                        | Rhino               |
| 2015.          | History of Hostility                                                     | Rhin0               |